# Joakim Karlsson
Joakim Karlsson (ur. 6 stycznia 1973 w Gamleby) – szwedzki żużlowiec.
Dwukrotny medalista indywidualnych mistrzostw Szwecji młodzików: srebrny (1988) oraz brązowy (1986). Złoty medalista młodzieżowych indywidualnych mistrzostw Szwecji (Hagfors 1990). Dwukrotny finalista indywidualnych mistrzostw Szwecji (Eskilstuna 1989 – X miejsce, Vetlanda 1991 – VI miejsce). Czterokrotny finalista mistrzostw Szwecji par klubowych (najlepszy wynik: 1995 – V miejsce). Brązowy medalista drużynowych mistrzostw Szwecji (1993). 
Reprezentant Szwecji na arenie międzynarodowej. Finalista indywidualnych mistrzostw świata juniorów (Coventry 1991 – IX miejsce). Wielokrotny uczestnik eliminacji indywidualnych mistrzostw świata (najlepszy wynik: 1992 – XV miejsce w końcowej klasyfikacji finału szwedzkiego).
W lidze szwedzkiej reprezentował barwy klubu Skepparna Västervik (1989–1999, 2004).